# Округ Сент Мери (Луизијана)
Сент Мери (енгл. St. Mary Parish) је округ у америчкој савезној држави Луизијана.

## Демографија
По попису из 2010. године број становника је 54.650, што је 1.15 (2,1%) становника више него 2000. године.
| Група             | 2000.          | 2010.          |
| Белци             | 33.051 (61,8%) | 31.267 (57,2%) |
| Афроамериканци    | 17.009 (31,8%) | 17.765 (32,5%) |
| Азијати           | 877 (1,6%)     | 948 (1,7%)     |
| Хиспаноамериканци | 1.152 (2,2%)   | 2.920 (5,3%)   |
| Укупно            | 53.500         | 54.650         |